# Admetula superstes
Admetula superstes là một loài ốc biển, là động vật thân mềm chân bụng sống ở biển trong họ Cancellariidae.

## Phân bố
Loài này có ở New Zealand.